# Riko Simanjuntak
Riko Simanjuntak (sinh ngày 26 tháng 1 năm 1992) là một cầu thủ bóng đá người Indonesia, he usually plays ở vị trí tiền vệ. Hiện tại anh thi đấu cho Persija Jakarta. Anh được xem là một trong 5 cầu thủ xuất sắc nhất Vòng 6 Cúp bóng đá châu Á 2018 theo bài báo article Lưu trữ ngày 26 tháng 6 năm 2018 tại Wayback Machine của FOX Sports Asia.